# Gustav Joachim Wedell-Wedellsborg

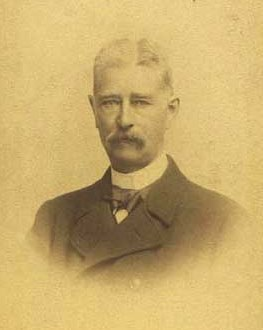

Baron Gustav Joachim Wedell-Wedellsborg, född 6 september 1829 i Odense, död 6 juli 1903, var en dansk agronom.
Wedell-Wedellsborg slog först in på den militära banan och avancerade till premiärlöjtnant vid dragonerna, men lämnade 1863 militären och övertog arrendet av Overdrevsgården i Sorø amt. Efter att ha deltagit i dansk-tyska kriget 1864 inriktade han sig helt på lantbruket. Han drogs snabbt in i offentlig verksamhet och blev ordförande i sockenrådet och ledamot av amtsrådet, vice ordförande och senare (1883) ordförande för Sorø amts landøkonomiske selskab och var ledamot av Landhusholdningsselskabets styrelse 1880-1901. Då de själländska lantmannaföreningarna 1880 bildade sammanslutningen De samvirkende landboforeninger i Sjællands stift, valdes han till ordförande och verkade som sådan till 1889.
Trots att Wedell-Wedellsborgs ordförandeperiod inföll under en svår politisk brytningstid, inlade denna sammanslutning av lantmannaföreningar under hans ledning förtjänst inte blott av det själländska, utan av hela det danska lantbruket; det var således denna förening, som först reste kravet om nödvändiga bestämmelser angående margarinproduktion och -försäljning och förde in frågan om Esbjergtrafiken under lantekonomisk synvinkel. Genom sitt sätt att leda föreningens dagliga arbete och dess årsmöten vann han en popularitet som ingen annan själländsk lantman. Han utnämndes 1882 till kammarherre.